# Le Puley
Le Puley est une commune française située dans le département de Saône-et-Loire, en région Bourgogne-Franche-Comté.

## Géographie

### Climat
Pour des articles plus généraux, voir Climat de la Bourgogne-Franche-Comté et Climat de Saône-et-Loire.
En 2010, le climat de la commune est de type climat océanique dégradé des plaines du Centre et du Nord, selon une étude du Centre national de la recherche scientifique s'appuyant sur une série de données couvrant la période 1971-2000. En 2020, Météo-France publie une typologie des climats de la France métropolitaine dans laquelle la commune est exposée à un climat océanique altéré et est dans la région climatique Bourgogne, vallée de la Saône, caractérisée par un bon ensoleillement (1 900 h/an), un été chaud (18,5 °C), un air sec au printemps et en été et des vents faibles.
Pour la période 1971-2000, la température annuelle moyenne est de 10,8 °C, avec une amplitude thermique annuelle de 17,4 °C. Le cumul annuel moyen de précipitations est de 869 mm, avec 11,9 jours de précipitations en janvier et 7,3 jours en juillet. Pour la période 1991-2020, la température moyenne annuelle observée sur la station météorologique de Météo-France la plus proche, « Mt-Saint-Vincent », sur la commune de Mont-Saint-Vincent à 8 km à vol d'oiseau, est de 10,4 °C et le cumul annuel moyen de précipitations est de 891,2 mm. 
La température maximale relevée sur cette station est de 37,6 °C, atteinte le 12 août 2003 ; la température minimale est de −21,1 °C, atteinte le 10 février 1956,,.
Les paramètres climatiques de la commune ont été estimés pour le milieu du siècle (2041-2070) selon différents scénarios d'émission de gaz à effet de serre à partir des nouvelles projections climatiques de référence DRIAS-2020. Ils sont consultables sur un site dédié publié par Météo-France en novembre 2022.

## Urbanisme

### Typologie
Au 1er janvier 2024, Le Puley est catégorisée commune rurale à habitat dispersé, selon la nouvelle grille communale de densité à sept niveaux définie par l'Insee en 2022.
Elle est située hors unité urbaine et hors attraction des villes,.

### Occupation des sols
L'occupation des sols de la commune, telle qu'elle ressort de la base de données européenne d’occupation biophysique des sols Corine Land Cover (CLC), est marquée par l'importance des territoires agricoles (70,4 % en 2018), une proportion identique à celle de 1990 (70,4 %). La répartition détaillée en 2018 est la suivante : prairies (52,1 %), forêts (29,6 %), zones agricoles hétérogènes (10,5 %), terres arables (7,9 %). L'évolution de l’occupation des sols de la commune et de ses infrastructures peut être observée sur les différentes représentations cartographiques du territoire : la carte de Cassini (XVIIIe siècle), la carte d'état-major (1820-1866) et les cartes ou photos aériennes de l'IGN pour la période actuelle (1950 à aujourd'hui).

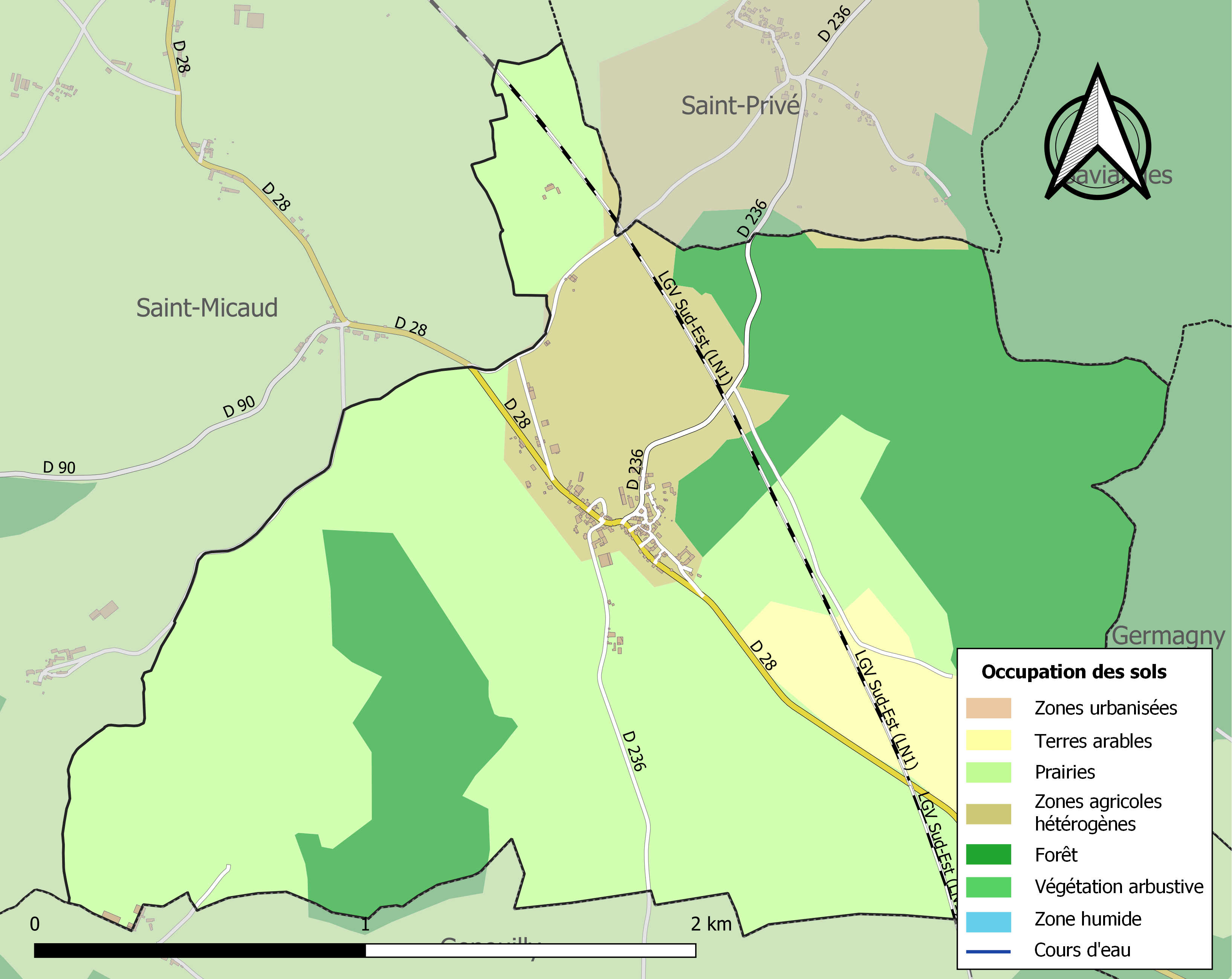
Carte des infrastructures et de l'occupation des sols de la commune en 2018 (CLC).

## Histoire
Le prieuré du Puley date du XIIe siècle et son histoire est connue notamment grâce à la publication d'une notice historique sur les prieurés de Lancharre et du Puley téléchargeable sur le site de Gallica - Société d'histoire et d'archéologie (Chalon-sur-Saône).
Se mélangeant à l'histoire du prieuré et du village, la présence des Écorcheurs au Puley semble être attestée  puisque ceux-ci s’emparèrent le 10 mars 1438 de Genouilly. Ces compagnies mettaient à sac les régions qu'elles traversaient.
Le Puley est aussi le lieu de la légende de Dame Huguette que Louis Chaumont, prêtre à Rimont, mit sur papier et fit éditer au début du XXe siècle sous le pseudonyme de Uloïs Tumachon. Cette légende raconte l'histoire d'un mariage voué à l'échec entre Huguette, fille de Hugues de Mondornon, régisseur des biens du prieuré du Puley, et de Pétrarque du Blé, fils du baron d'Uxelles.
Le village est le lieu de naissance du sculpteur Maxime Descombin (1909-2003) connu pour le concept de sculpture sérielle. La présence d'une carrière n'y est certainement pas pour rien.
À ce titre, il faut remarquer les maisons qui bordent la rue principale et qui sont toutes l’œuvre des carriers et sculpteurs de pierre de ladite carrière.

## Politique et administration
| Période                                  | Période   | Identité           | Étiquette | Qualité |
| ---------------------------------------- | --------- | ------------------ | --------- | ------- |
| avant 1981                               | 1983      | Jean Lagrange      |           |         |
| mars 1983                                | mars 2008 | Roger Brenot       |           | Maire   |
| mars 2008                                | En cours  | Marie-France Virot | SE        | Maire   |
| Les données manquantes sont à compléter. |           |                    |           |         |

## Démographie
L'évolution du nombre d'habitants est connue à travers les recensements de la population effectués dans la commune depuis 1793. Pour les communes de moins de 10 000 habitants, une enquête de recensement portant sur toute la population est réalisée tous les cinq ans, les populations de référence des années intermédiaires étant quant à elles estimées par interpolation ou extrapolation. Pour la commune, le premier recensement exhaustif entrant dans le cadre du nouveau dispositif a été réalisé en 2005.

En 2022, la commune comptait 80 habitants, en évolution de −17,53 % par rapport à 2016 (Saône-et-Loire : −1,06 %, France hors Mayotte : +2,11 %).
| 1793 | 1800 | 1806 | 1821 | 1831 | 1836 | 1841 | 1846 | 1851 |
| ---- | ---- | ---- | ---- | ---- | ---- | ---- | ---- | ---- |
| 129  | 141  | 132  | 159  | 165  | 122  | 149  | 158  | 165  |

| 1856 | 1861 | 1866 | 1872 | 1876 | 1881 | 1886 | 1891 | 1896 |
| ---- | ---- | ---- | ---- | ---- | ---- | ---- | ---- | ---- |
| 181  | 171  | 165  | 167  | 159  | 160  | 180  | 180  | 209  |

| 1901 | 1906 | 1911 | 1921 | 1926 | 1931 | 1936 | 1946 | 1954 |
| ---- | ---- | ---- | ---- | ---- | ---- | ---- | ---- | ---- |
| 207  | 215  | 217  | 177  | 183  | 150  | 161  | 140  | 134  |

| 1962 | 1968 | 1975 | 1982 | 1990 | 1999 | 2005 | 2006 | 2010 |
| ---- | ---- | ---- | ---- | ---- | ---- | ---- | ---- | ---- |
| 128  | 126  | 121  | 123  | 103  | 110  | 104  | 104  | 86   |

| 2015 | 2020 | 2022 | - | - | - | - | - | - |
| ---- | ---- | ---- | - | - | - | - | - | - |
| 95   | 83   | 80   | - | - | - | - | - | - |

## Culture locale et patrimoine

### Lieux et monuments
- L'église priorale Saint-christophe du Puley, classée au titre des Monuments historiques en 1973[18], du XIIe siècle, de type roman. Le monument, qui a subi la chute de son clocher en 1877, a été restauré de 1972 à 1984 à l'initiative de l'association de sauvegarde et valorisation du même nom (fondée en 1970[19]), sous l'égide des chantiers Rempart[20]. Celle-ci réalise chaque été deux semaines de chantiers sur l'édifice.

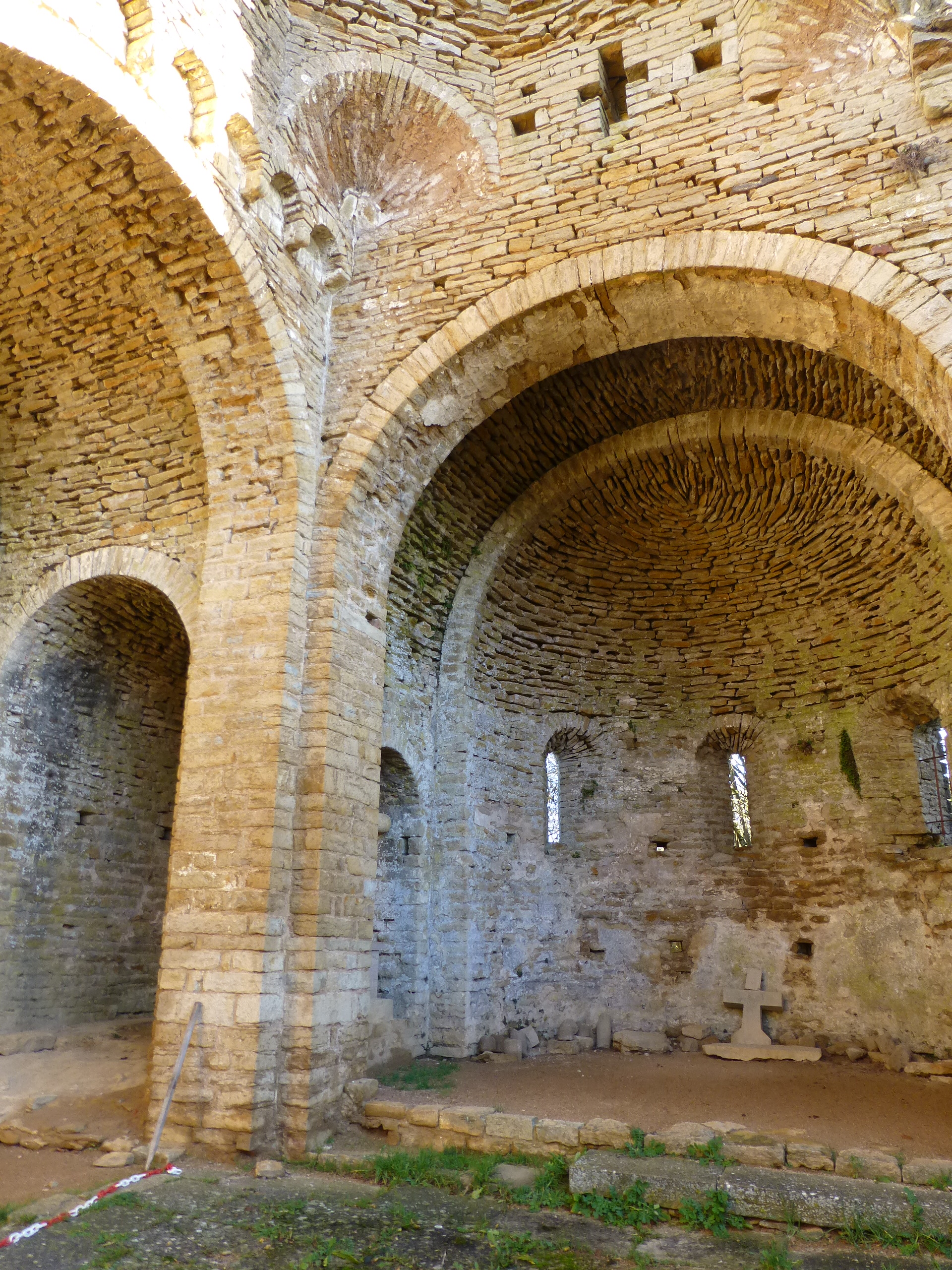
Le chœur de l'église priorale.
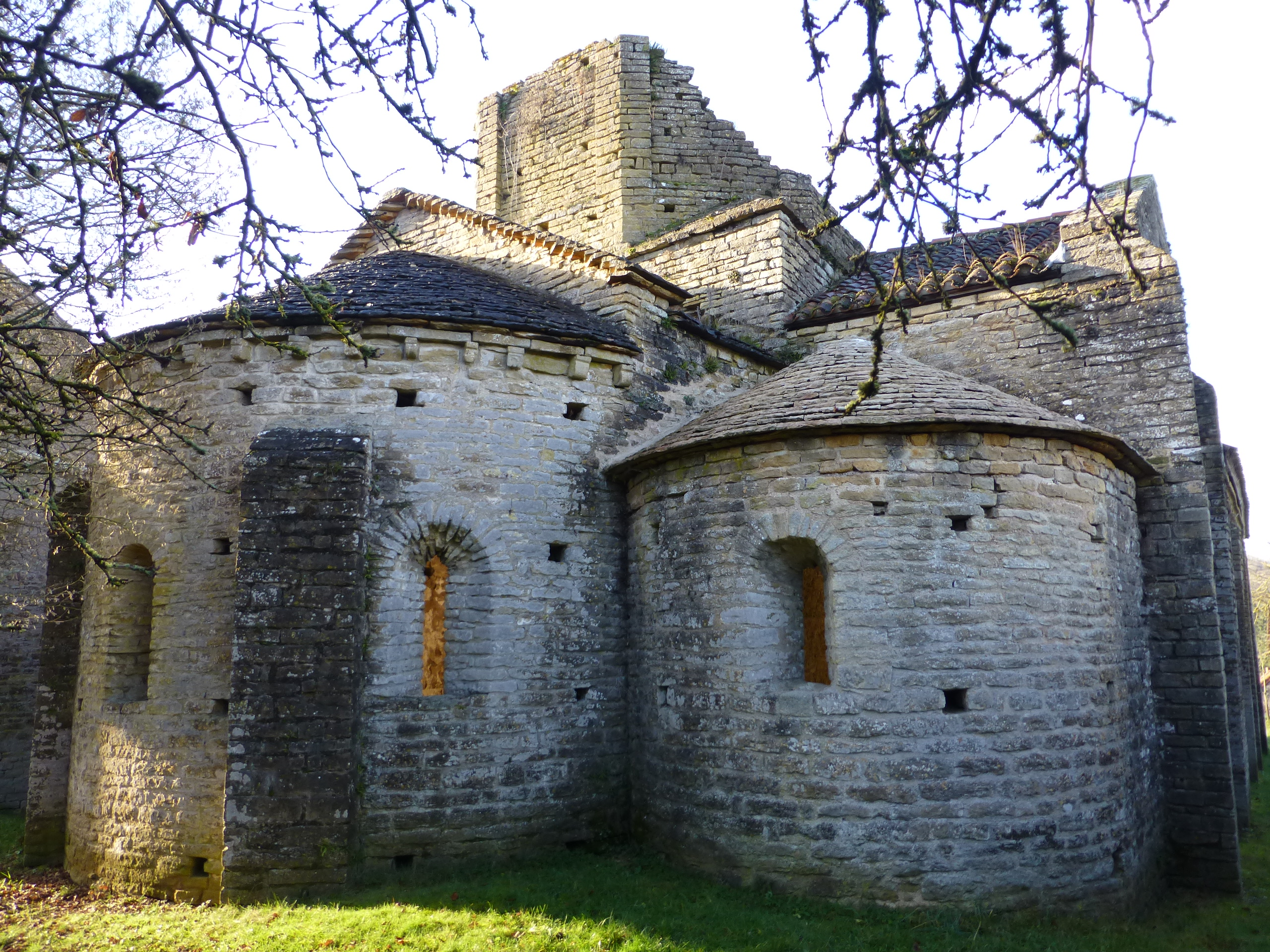
Le chœur de l'église priorale (vue extérieure).

### Personnalités liées à la commune
- Guillaume des Autels, poète membre de la Pléiade[21],[22].
- Maxime Descombin (1909-2003), sculpteur français, est né au Puley.

## Pour approfondir